# 기아그룹
기아그룹은 자동차 산업 중심의 기업집단으로 1999년까지 존재하였다.

## 연혁
- 1944년 12월 21일 학산 김철호, 경성정공 설립.
- 1945년 용산, 영등포, 인천에 자전거부품공장 준공.
- 1952년 상호를 기아산업으로 개칭, 삼천리자전거를 개업하여 대한민국 최초 완성 자전거 생산.
- 1955년 기아산업 시흥공장 착공.
- 1957년 시흥공장 준공.
- 1961년 이륜 오토바이 'C-100' 생산.
- 1962년 경3륜 화물차 'K-360' 생산.
- 1965년 자전거 미국 수출, 오토바이 생산.
- 1967년 1월 삼륜트럭 'T-2000' 생산. 브랜드로 기아마스터를 도입하였다.
- 1967년 9월 CI가 미쓰비시 로고와 비슷한 문양 중앙에 톱니바퀴 문양(안에는 기아 영문로고 표기)이 붙은 것에서 ㄱ자와 ㅇ자가 겹쳐진 것으로 변경되었다.
- 1968년 자전거 최초 KS마크 획득.
- 1971년 '피아트 124' 및 4륜 화물차 'Ｅ-2000' 'Ｅ-3800' 생산. 기아써비스(주) 설립.
- 1973년 기아자동차 기업공개. 증권거래소 상장. 기아정기 인수. 소하리공장 확장. 대한민국 최초 가솔린엔진 자동차 생산.
- 1974년 일본 마쓰다와의 제휴로 최초의 대한민국 제작 승용차 '브리사' 생산. 창원공업 설립.
- 1975년 기아산업 첫 완성차 미국 수출. 서해공업 인수.
- 1976년 기아기공 설립. 기아협력회 설립. 이륜차 생산부문 별도법인 기아기연 출범.
- 1976년 동국제강으로부터 아시아자동차(주) 인수.
- 1978년 디젤엔진 자동차 생산.
- 1979년 자전거부문 삼천리자전거공업으로 분사. '푸조604', '피아트132' 생산.
- 1980년 소형화물 승용차 '봉고' 출시.
- 1981년 소형버스 '봉고 코치' 출시. 자동차산업합리화조치에 따른 중소형화물차 및 버스전문생산업체 지정. 기아기연 매각.(85)
- 1982년 기아산업, 자동차 역진제어장치 개발.
- 1983년 일본 마쓰다와 이토추 상사 자본 참여. 한국형 농어촌용 다목적 자동차 '세레스' 생산.
- 1984년 기아산업, 중앙기술연구소 준공.
- 1985년 2월 27일 기아산업 영문명이 Kia Inderstrials, KIA MASTER 등에서 KIA MOTORS로 변경되었다. 동시에 브랜드인 기아마스터는 폐지되었다.
- 1986년 여의도 거산빌딩을 인수하여 기아빌딩으로 개칭, 미국 포드사와 자본 제휴, 대한중기공업(주) 인수. 기아엔터프라이즈농구단 창단. '베스타' 출시.
- 1986년 11월 CI가 ㄱ자와 ㅇ자가 겹쳐진 것에서 kia(상단에는 물결표시 됨)로 변경되었다. 동시에 자회사인 아시아자동차 CI도 ㅇ자와 사다리꼴이 겹쳐진 형상에서 Asia(상단에는 물결표시됨)로 변경되었다.
- 1987년 '프라이드' '콩코드' 출시.
- 1988년 자동차 생산 100만대 돌파. 중형 화물차 '라이노' '트레이드' 생산.
- 1989년 '캐피탈' 출시. 기아경제연구소 설립.
- 1990년 3월 16일 기아자동차(주)로 개칭. 김선홍 회장 취임. 아산만공장 준공. '록스타' 출시.
- 1990년 11월 21일 세단형 '프라이드' 베타 출시.
- 1991년 기아자동차(주), 제29회 도쿄모터쇼에 '세피아', '스포티지' 출시.
- 1992년 여의도 신사옥 별관 준공식. 미국, 일본에 현지법인 설립. '포텐샤', '타우너', '세피아' 출시.
- 1993년 자동차생산 300만대 돌파. '스포티지' 출시. 엑스포자동차관 개관. 자동차종합주행시험장 준공. 기아전자 (현 SK하이닉스) 설립.
- 1994년 신 CI 제정. kia(상단에는 물결표시 됨)에서 금색 테두리를 두른 빨간 타원형 바탕에 KIΛ로 변경되었다. 연수원 개관. '세피아' '스포티지' 미국 수출 개시. 기아인터트레이드 설립. 오토공장 준공. '아벨라' 출시.
- 1995년 '프레지오' '크레도스' 출시. 도쿄, 프랑크푸르트 기술연구소 건립. 기아포드할부금융 건립.
- 1996년 '세피아' '크레도스' 유럽 수출. 인도네시아 국민차 사업개시. '엘란' 출시. 시화연구소 건립. 자동차생산 500만대 돌파.
- 1997년 '레토나', '엔터프라이즈', '봉고 프런티어' 생산. 아시아자동차판매(주) 출범.
- 1997년 7월 15일 기아그룹 부도유예협약 체결. 9월 22일 기아자동차(주) 화의 신청.
- 1998년 4월 15일 기아자동차(주), 회사정리절차 개시

- 1997년 당시 기아자동차는 대한민국의 30대 기업 집단 중 재계서열 8위의 기업군이었으며 28개의 계열회사가 존재하였다.

## 해체
기아자동차는 1997년 경영여건이 급격히 악화되면서 기아그룹의 28개 계열사가 부도를 낸다.
1997년 7월 15일 자금난에 휘청이던 기아는 대한민국의 IMF 구제금융 요청을 맞아 28개 계열사가 부도유예협약적용을 받게 된다. 이는 사실상의 부도이며, 대한민국의 IMF 구제금융 요청으로 인하여 기아그룹의 28개 계열사가 부도를 내면서, 모체인 기아자동차, 아주금속공업(현 메티아), 카스코, 본텍(현대오토넷으로 합병), 위아, 위스코(현대모비스로 합병), 세아베스틸 등 6개 계열사만 남게 되었으며, 아시아자동차는 기아자동차와 합병되었고, 나머지 기아그룹 22개 계열사들은 대부분 청산, 합병, 법정관리, 화의신청 등 역사속으로 사라졌다.
1997년 7월 15일부터 IMF 구제금융사건 때 28개 계열사가 부도유예협약적용을 받아 1997년 9월 24일 기아자동차의 화의 신청과 1997년 10월 22일에 기아자동차가 법정관리를 시작하였으며 이 당시 롯데 제일제당 한솔PCS 신세기통신이  부산 기아 엔터프라이즈 농구단 인수 물망에 올랐다.
1998년 4월 15일 기아자동차가 회사 정리 절차를 끝냈다. 1998년 5월 15일 우선 협상 대상자에 현대자동차가 선정되어 매매 계약을 체결해 인수협약을 맺어 우선 협상 대상자로 하고, 1998년 9월 10일 우선 협상 대상자인 현대자동차는 기아자동차 인수 우선 대상 협상자를 매각 공매로 국제 선정 입찰에서 낙찰해 자금난을 체결해 선정하였다. 1998년 10월 7일 기아자동차가 인수 우선 대상 협상자으로 선정한 현대그룹에 모체인 현대자동차로 낙찰, 인수 계약 양해 각서를 체결하고 국제 입찰하였다. 1999년 3월 기아그룹 부도유예협약적용 1년 18개월 뒤에 국제 입찰을 통해 현대그룹에 모체인 기아자동차가 아시아자동차와 함께 편입되고, 이후 기아그룹의 김선홍 회장은 이른바 '기아 사태'에 대한 책임을 지고 구속, 서울교도소에 수감되며 퇴임하였다. 기아그룹 김선홍 회장은 고소를 당해 징역 7년을 선고받았다.
기아그룹은 현대그룹, 삼성그룹, LG그룹 등과는 달리 주식이 어느 개인이나 단체에 집중되어 있지 않아 국민그룹으로 인식되고 있었다. 그래서 기아살리기 운동이 범국민적으로 펼쳐졌다.
1999년 기아자동차가 회사정리계획 변경계획안 인가 결정을 하였고, 1999년에는 기아자동차판매, 아시아자동차, 아시아자동차판매, 기아대전판매 등 4개사가 모두 기아자동차에 흡수 합병된다. 현대에 인수된 기아는 이같은 노력으로 2000년 1월 17일에 기아자동차가 회사정리 절차 종결을 신청하여 2000년 2월 17일 대한민국에서 최단 기간에 법정 관리를 마무리지었다. 한편 기아자동차는 현대그룹의 경영권 분쟁, 즉 소위 '왕자의 난'과 맞물려 2000년 8월 31일 계열분리되며, 현대자동차와 함께 현대자동차그룹을 형성하였다.
2001년 4월1일 당시 현대자동차와 기아자동차는 대한민국 30대 대규모 기업 집단 중 재계서열 5위인 현대자동차그룹에 속하였다. 2001년에서 해태제과으로부터 해태 타이거즈 프로야구단을 인수하고, KIA 타이거즈로 사명을 바꿨다. 기아자동차를 제외하고 2000년 기아중공업이 위아(현 현대위아)로, 기아전자가 본텍이 현대모비스로, 2001년 창원공업이 위스코로, 아주금속공업을 메티아로, 기아정기를 카스코(현 현대모비스)와 합병으로, 2003년 기아특수강이 세아그룹에 편입되고, 2004년 세아베스틸으로 옛 기아그룹을 여러 가지 계열사으로 상호를 변경하였다.
현재 기아자동차, 아주금속공업(메티아), 카스코, 본텍, 위아, 위스코, 세아베스틸 등을 제외하고 나머지 아시아자동차는 기아자동차와 합병되었으며, 나머지 기아그룹 22개 계열사들은 대부분 청산, 합병, 법정관리, 화의신청 등 역사속으로 사라졌다.

## 계열사
- 기아자동차(주)
- 아시아자동차공업(주) - 대형 승합차, 상용차량 전문생산 업체
- 기아자동차판매(주) - 기아자동차 판매법인 (1999년 기아자동차(주)로 흡수합병)
- 아시아자동차판매(주) - 아시아자동차 판매법인 (1999년 기아자동차(주)로 흡수합병)
- 기아대전판매(주) - 판매법인 (1999년 기아자동차(주)로 흡수합병)
- (주)기아정기 - 자동차 부품 생산 (카스코 → 현대모비스(주)로 흡수합병)
- (주)아주금속공업 (메티아 → 현대메티아(주)로 상호변경)
- (주)창원공업 - 자동차용 기계 생산 전문기업 (위스코 → 현대위스코(주)로 상호변경)
- 기아중공업(주) (기아기공 → 기아중공업 → 위아 → 현대위아(주) 상호변경)
- 기아전자(주) - 카오디오 생산업체 (본텍 → 현대오토넷 → 현대모비스(주)로 흡수합병)
- 기아자동차서비스(주) - 자동차 서비스 전문 (1999년 기아자동차(주)로 흡수합병)
- 기아포드할부금융(주) (1999년 현대캐피탈(주)로 흡수합병)
- 기아정보시스템(주) (1999년 현대정보기술(주)로 흡수합병)
- (주)한국에이비시스템 (2000년 2월 (주)기아정기로 흡수합병)
- 기아특수강(주) - 특수철강과 자동차부품 생산을 전문으로 하는 기업 (세아베스틸(주)로 상호변경)
- (주)삼안건설기술공사 - 건축 관련 (프라임산업(주)에 매각)
- (주)기산 - 건설업체
- 기산개발
- 기산엔지니어링 - 건축 엔지니어링 관련 기술업체
- 기산상호신용금고 - 금융사
- 아신창업투자 - 금융사
- 부기산업
- (주)성산
- (주)기아인터트레이드
- 기아모텍(주) (서해공업의 후신)
- (주)케이티 - 건축 엔지니어링 관련 기술업체
- 화천금형공업(주)
- (주)모스트
- 대경화성(주)
- 기아경제연구소
- 기아창업투자
- 기아 엔터프라이즈 농구단
- 학산복지재단
- 학산언론재단
- 학산재단

## 같이 보기
- 기아자동차
- 대림자동차공업(주)
- 삼천리자전거(주)
- 아시아자동차